# Орільська паланка
Орільська паланка (1766—1775) — адміністративно-територіальна одиниця Війська Запорозького низового часів Нової Січі (1734–1775). Центр паланки — Козирщина.

## Географія

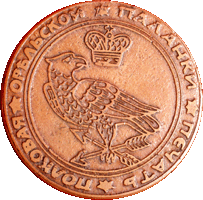

До складу паланки входили землі які розташовувалася між річками Оріллю й Самарою, у східній частині майбутніх Новомосковського й західній Павлоградського повітів. 
До паланки належали села: Чаплинська Кам'янка, Гупалівка, Прядівка, Калантаївка, Пушкарівка й Бабайківка, передана сюди 1770 року з Протовчанської паланки.

## Історія
Через швидке збільшення кількості населення Самарської паланки у 1766 році з неї була виділена Орільська паланка. 
У 1775 році, після ліквідації Запорозької Січі, Орільську паланку скасували.

## Населення
Паланка була густо заселеною, на її території розташовувалося понад 1 тис. зимівників.

## Населені пункти
- слобода, пізніше містечко Котовка (центр паланки)
- Гупалівка
- Дмухайлівка
- Перещепине
- Ковпаківка
- Калантаївка
- Бузівка
- Личкове
- Козирщина
- Мажарове
- Зачепилівка
- Миколаївка
- Петрівка
- Єфремівка
- Берека
- Михайлівка
- Роздолля
- Мала Тернівка
- Олександрівка
- Предтечеве
- Добровілля
- Барвінкове
- Криштопівка
- урочище Хороше
- Вербки
- Плисове

## Особистості
- Опанас Федорович Ковпак - полковник
- Степан Козир - шляхтич, запорізький козак, засновник Козирщини
- Петро Йович (Іовлевич) Лизандер - полковник, власник Козирщини